# Паволче
Па́волче (болг. Паволче) — село у Врачанській області Болгарії. Входить до складу общини Враца.

## Населення
За даними перепису населення 2011 року у селі проживали 696 осіб, з них 676 осіб (99,7%) — болгари.
Розподіл населення за віком у 2011 році:
Динаміка населення: